# من ترک عشق شاهد و ساغر نمی‌کنم
غزلی با مطلع «من ترک عشق شاهد و ساغر نمی‌کنم»، غزل شمارهٔ ۳۵۳ از دیوانِ حافظ در تصحیحِ محمد قزوینی و قاسم غنی است.

## در اجراها
محمود خوانساری در برنامهٔ شمارهٔ ۳۹۸ از مجموعهٔ یک شاخه گل این غزل را در دستگاهِ سه‌گاه اجرا کرده‌است.